# Tristeza
Tristeza (span. Traurigkeit) ist eine US-amerikanische Post-Rock-Band aus San Diego, Kalifornien.

## Bandgeschichte
Die Band wurde im Frühjahr 1997 in San Diego gegründet und bestand zunächst aus Christopher Sprague, Jimmy LaValle, Luis Hermosillo und James Lehner. Bald darauf vervollständigte Stephen Swesey die Formation. Im Dezember 1997 nahm die Band ihre erste Single Foreshadow in einer Garage auf und veröffentlichte sie im Frühjahr 1998 beim unbekannten Label Caffeine vs. Nicotine. Den Sommer über tourten die fünf Musiker durch die USA und übten schon für ihren ersten Longplayer, den sie im Herbst 1998 in den Louder Studios in San Francisco einspielten. Makoto Recordings brachte ihr Debüt Spine And Sensory im April 1999 heraus, während die Band schon wieder auf Tour war, um ihr Album zu promoteten. 1999 wurde noch die Single Macrame veröffentlicht, die sich ebenfalls gut verkaufte. Im April 2000 spielte die Band ihren zweiten Longplayer Dream Signals in Full Circles in den King Size Sound Labs in Chicago ein. Tiger Style Records brachte das Album im September 2000 auf den Markt und die Gruppe ging anschließend wieder auf Promotion-Tour. Das Album erschien auch in Europa und Japan, wo es ebenfalls gute Kritiken erhielt, so dass Tristeza 2001 eben dort erstmals als Headliner auf Tour gehen konnte. Anschließend nahm die Band zahlreiche experimentelle Stücke auf, die von Gravity Records produziert und als Mania Phase und Mixed Signals 2002 veröffentlicht wurden. Vor der anstehenden Tour durch Europa, Japan und die USA verließ Stephen Swesey die Gruppe und wurde durch Eric Hinojosa ersetzt.
Anfang 2003 verließ auch Jimmy LaValle die Band, um sich voll auf sein Soloprojekt The Album Leaf zu konzentrieren. Daraufhin zog sich auch James Lehner für kurze Zeit ins Privatleben zurück. In dieser Phase wurde das Album Espuma herausgebracht, das bisher unveröffentlichtes Material, Livestücke und mit This Trap nur einen neuen Song enthielt. Die letzten beiden Monate des Jahres 2003 verbrachte die Band mit Proben und Mitch Wilson an der Gitarre. 2004 bereitete die Band ein neues Album vor, nachdem Sean Ogilvie für Eric Hinojosa zur Band gekommen war. Schließlich empfahl Mitch Wilson als Ersatz für sich die Gitarristin Alison Ables, so dass sich die aktuelle Formation gefunden hatte. Das neue Album A Colores wurde bei Key Club Recording in Benton Harbor, Michigan, aufgenommen und in San Diego bei Stratre Sound abgemischt. Das neue Album erschien im November 2005 bei Better Looking Records. Zuvor war schon die Maxi-CD Bromas von diesem Label erfolgreich vertrieben worden. Im August 2006 folgte in der neuen Besetzung mit En Nuestro Desafio ein weiterer Longplayer, der wieder gute Kritiken erhielt. Erst drei Jahre später erschien mit Fate Unfolds das zehnte Studioalbum der Band.

## Diskografie

### Alben
- 1999: Spine and Sensory (Makoto Recordings)
- 2001: Dream Signals in Full Circles (Tiger Style)
- 2002: Mania Phase (Gravity)
- 2002: Mixed Signals (Tiger Style)
- 2003: Espuma (Gravity)
- 2005: March of the White Lies (Rocket Racer)
- 2005: A Colores (Better Looking)
- 2005: Tour CD 2 (Self Release)
- 2006: En Nuestro Desafio (Better Looking)
- 2009: City Gaze (Sanity Muffins)
- 2009: Fate Unfolds (Better Looking)
- 2010: Paisajes (Better Looking/Sanity Muffins)

### Singles und EPs
- 1998: Foreshadow (Caffeine vs. Nicotine)
- 1999: Macrame (Rocket Racer)
- 1999: Insound Tour-support Series Vol. 1 (Insound)
- 2000: Are We People (Tiger Style)
- 2001: Tristeza Rules (Rocket Racer)
- 2005: Bromas (Better Looking)
- 2009: City Gaze (Cassette) (Sanity Muffins)

### Kollaborationen
- 2002: Tristeza/Lemko Hall Split EP (Speaker Phone Recordings)